# Anykščiai
Anykščiai anhörenⓘ (polnisch Onikszty, deutsch Onikschten) ist eine litauische Stadt und Sitz der gleichnamigen Rajongemeinde.
Sie liegt am Zusammenfluss der Flüsse Šventoji und Anykšta. Sie ist von einer ländlichen, leicht hügeligen Landschaft mit 76 Seen umgeben.

## Landkreis
Der Landkreis umfasst die Verwaltungsgemeinschaften Andrioniškis, Kavarskas, Svėdasai, Anykščiai, Kurkliai, Traupis, Debeikiai, Skiemonys, Troškūnai.

## Rajongemeinde
Die Rajongemeinde (Anykščių rajono savivaldybė) umfasst die drei Städte Anykščiai (11.620 Einw.), Kavarskas (678 Einw.) und Troškūnai (468 Einw.), die 8 Städtchen (miesteliai) Andrioniškis, Debeikiai, Kurkliai, Skiemonys, Surdegis, Svėdasai (1002 Einw.), Traupis und Viešintos, sowie 758 Dörfer.
Sie ist eingeteilt in Amtsbezirke (seniūnijos):
- Andrioniškis
- Anykščiai, hat etwa 1000 Einwohner mehr als die Stadt
- Debeikiai
- Kavarskas
- Kurkliai
- Skiemonys
- Svėdasai
- Traupis
- Troškūnai
- Viešintos

## Stadt
Archäologische Funde belegen früheste Siedlungsspuren seit 9000 v. Chr. Die erste bekannte Erwähnung von Anykščiai stammt vom 7. November 1442. Das Stadtrecht nebst Wappen wurden am 17. Januar 1792 verliehen. Das Wappen zeigt den heiligen Nepomuk auf einer Flussbrücke zwischen zwei Hügeln. Es gibt mehr als 250 Kulturdenkmäler. Anykščiai ist die Stadt bedeutender litauischer Schriftsteller, auch das „Weimar Litauens“ genannt. 2012 war die Stadt Kulturhauptstadt Litauens.

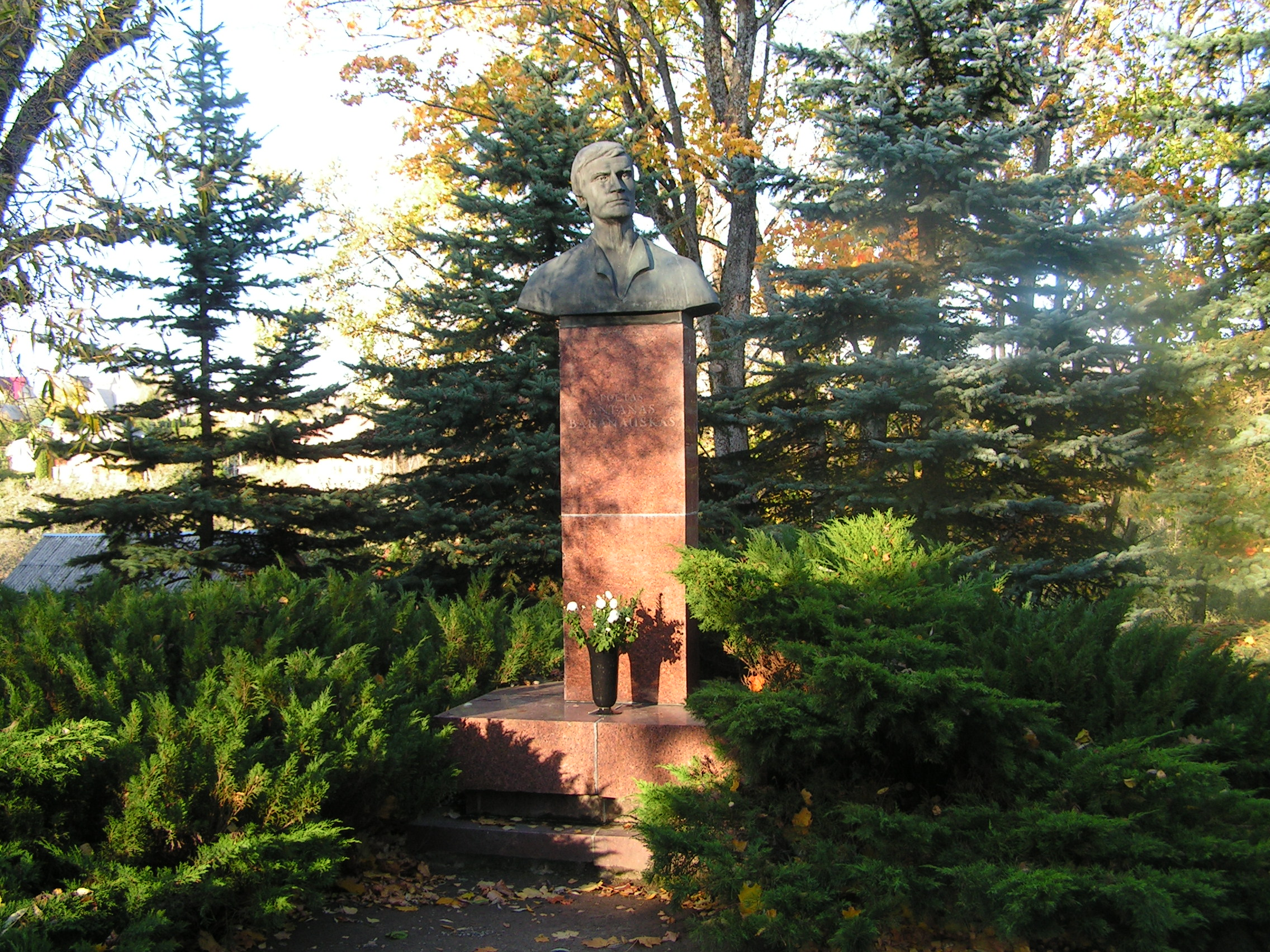
Denkmal für Antanas Baranauskas

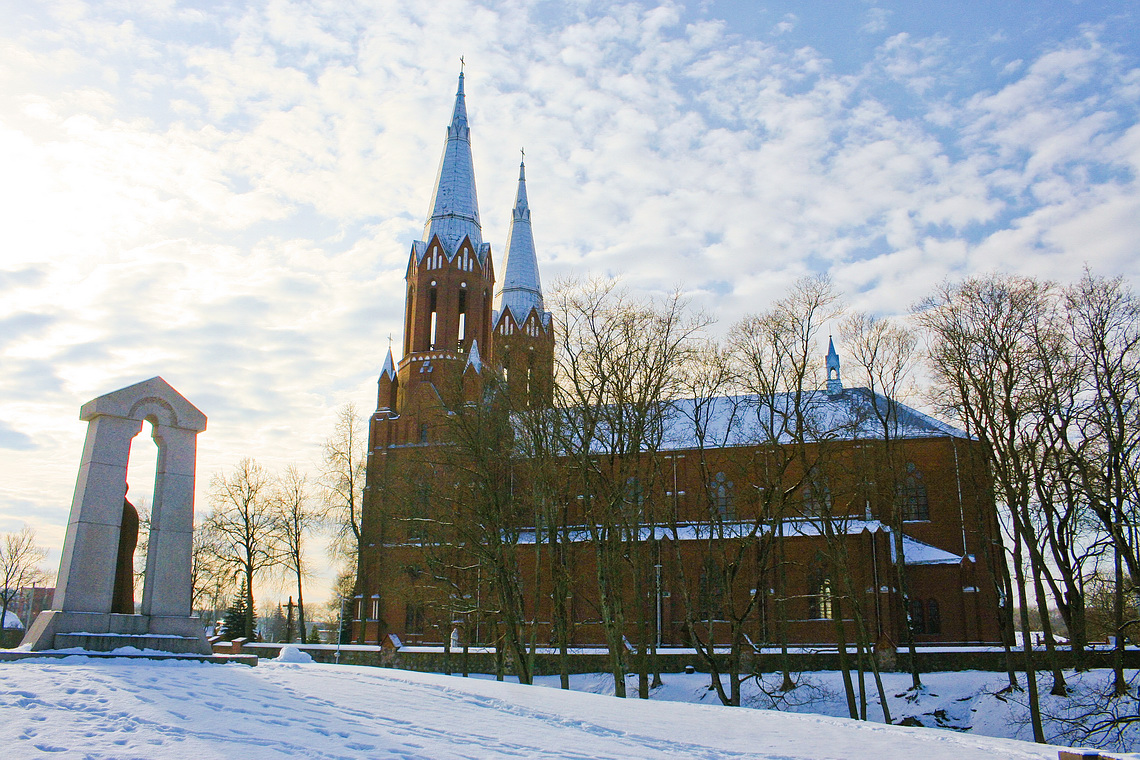
St.-Matthias-Kirche

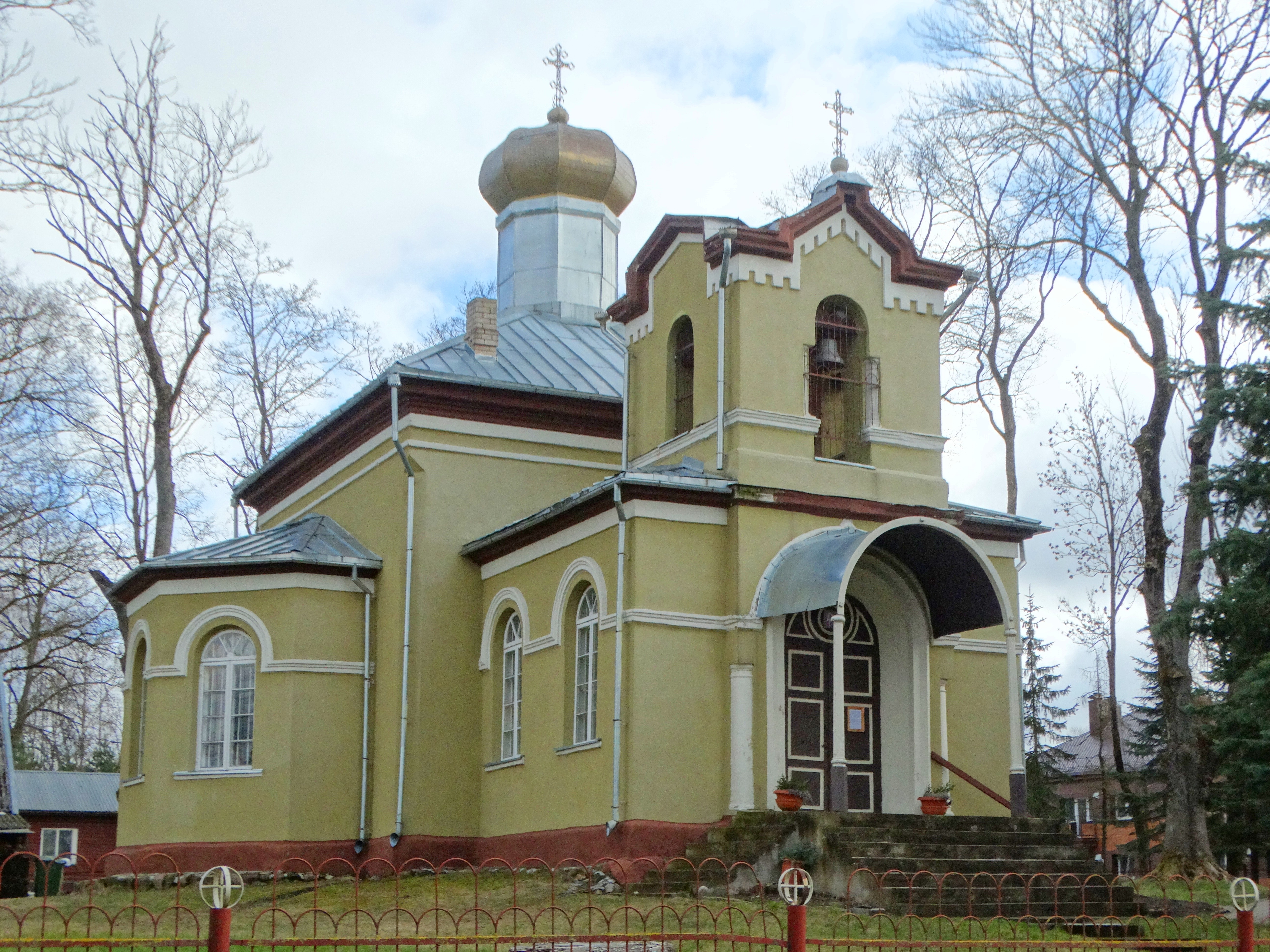
Orthodoxe Alexander-Newski-Kirche

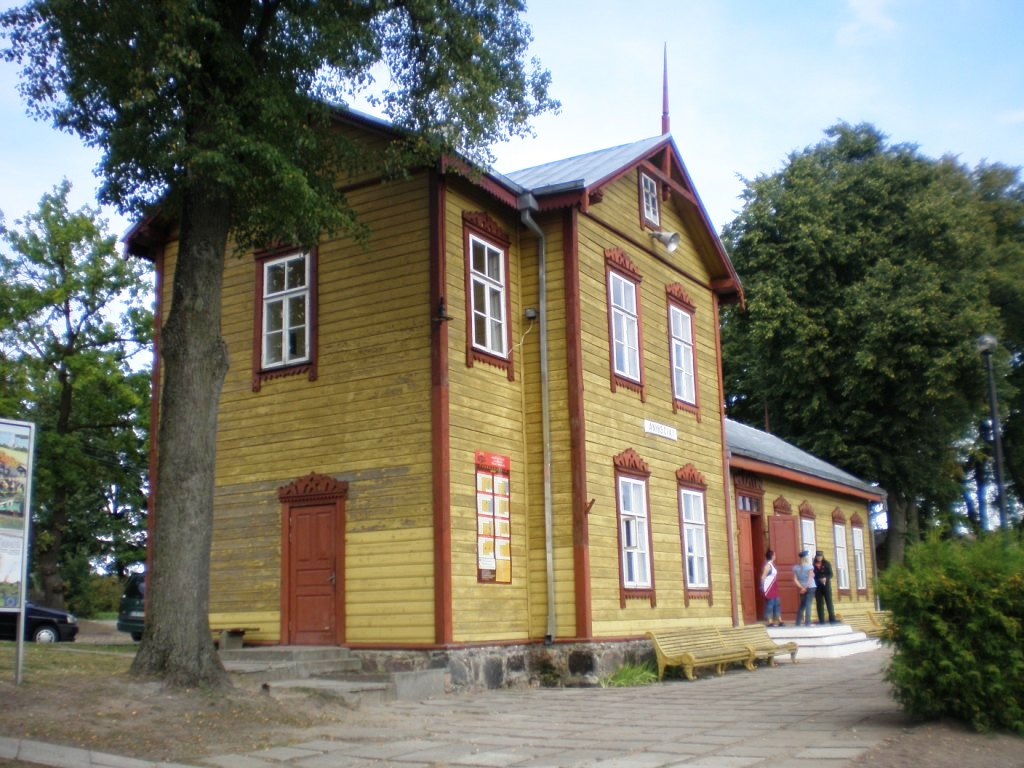
Bahnhof der Schmalspurbahn, jetzt Eisenbahnmuseum

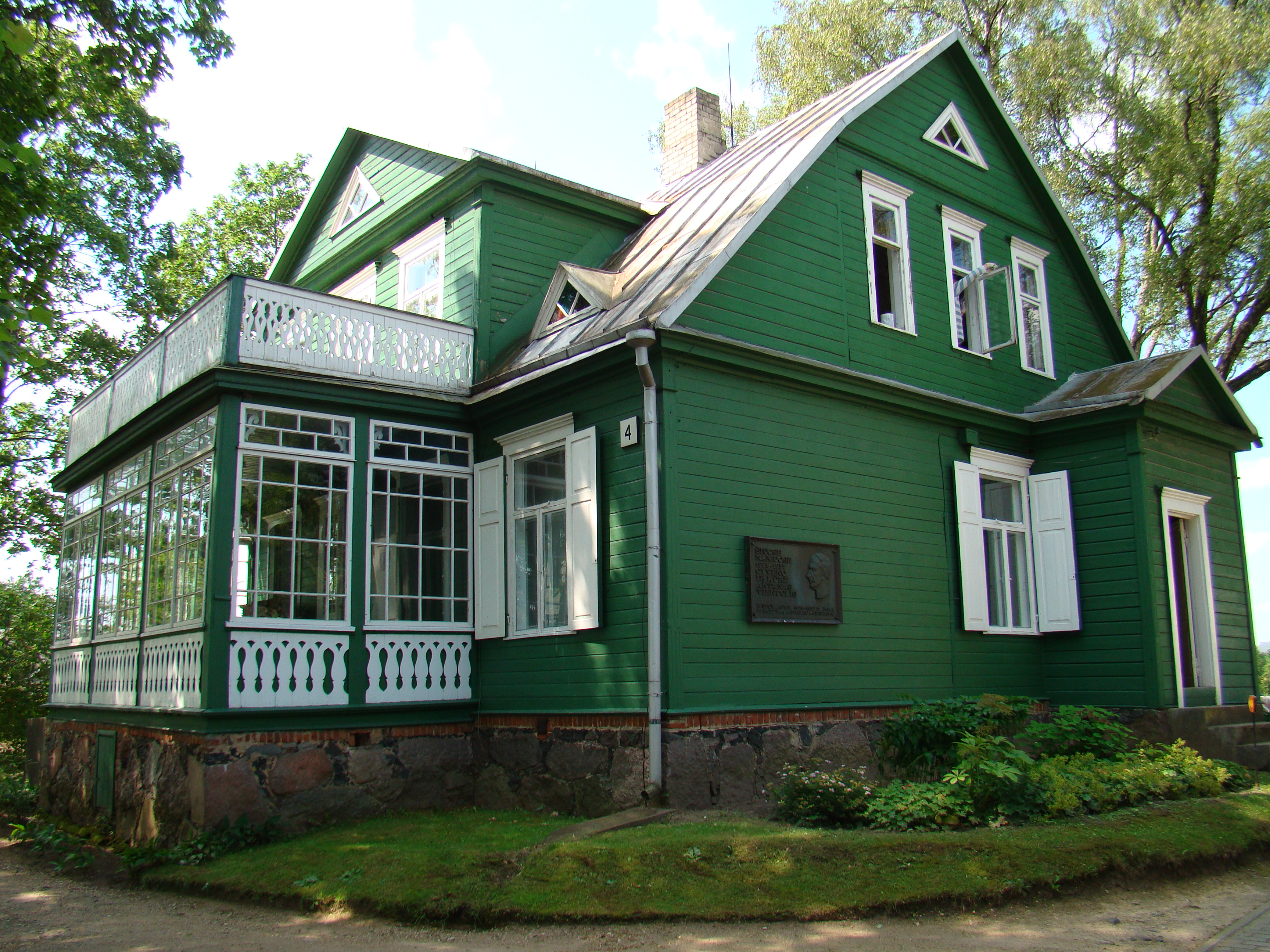
Gedenkmuseum für Antanas Baranauskas und Antanas Vienuolis-Žukauskas

## Sehenswürdigkeiten

### „Getreidescheune“ von Antanas Baranauskas
Antanas Baranauskas war Bischof, Mathematiker, Poet, Linguist und Autor von Psalmen. In der „Getreidescheune“, die ihm als Unterkunft während seiner Sommerferien diente, hat er in 1858–1859 seine Hymne an Litauen „Wäldchen von Anykščiai“ geschrieben. Das Gebäude (Antano Baranausko klėtelė) ist im Original erhalten und kann besichtigt werden.

### Haus des Schriftstellers A. Vienuolis–Žukauskas
Antanas Vienuolis-Žukauskas (1882–1957) ist ein litauischer Klassiker; er ist ein Autor von vielen Romanen, Geschichten, Kurzgeschichten und Legenden.

### St.-Matthias-Kirche
Die katholische St.-Matthias-Kirche wurde von 1899 bis 1909 erbaut. Ihre  Türme waren zunächst 84 Meter hoch und messen gegenwärtig 79 Meter.

### Alexander-Newski-Kirche
Das orthodoxe Gotteshaus wurde 1873 errichtet.

### Weitere Sehenswürdigkeiten
- Regionalpark Anykščiai
- Puntukas (der zweitgrößte Findling Litauens)
- Pferdemuseum Anykščiai
- Hölzerne Synagoge in Kurkliai (14 km)
- Aukštaitijos siaurasis geležinkelis (deutsch Oberlitauische Schmalspurbahn, schmalspurige Museumsbahn mit Eisenbahnmuseum beim Bahnhof)

## Personen
- Antanas Baranauskas (1835–1902), Dichter
- Maurice Rauch (1910–1994), US-amerikanischer Komponist, Chorleiter und Pianist
- Aloyzas Sakalas (1931–2022), Politiker und Wissenschaftler
- Vladas Butėnas (1940–2009), Journalist und Politiker
- Saulius Katuoka (* 1950), Rechtswissenschaftler, Professor für Völkerrecht
- Romualdas Inčirauskas (* 1950), Skulptor, Medaillist, Professor
- Albertas Šimėnas (* 1950), Politiker
- Sergejus Jovaiša (* 1954), Politiker und ehemaliger Basketballspieler
- Eugenijus Maldeikis (* 1958), Politiker
- Vytautas Galvonas (1958–2015), Kunstflug-Sportler, Vizeminister
- Gediminas Grina (* 1965), Offizier
- Eivydas Musteikis (* 1987), Biathlet
- Vytautas Strolia (* 1992), Biathlet
- Linas Banys (* 1998), Biathlet
- Eglė Savickaitė (* 2004), Skilangläuferin

## Gemeindepartnerschaften
- Castelforte, Italien
- Katanville, Vereinigte Staaten
- Heek, Deutschland
- Madona, Lettland
- Olaine, Lettland
- Edeshege, Schweden
- Sejny, Polen
- Os, Norwegen
- Nepomuk, Tschechien